# Mussaari (ö, lat 60,24, long 23,86)
Mussaari är en ö i Finland. Den ligger i sjön Lojo sjö och i kommunen Lojo i den ekonomiska regionen  Helsingfors  och landskapet Nyland, i den södra delen av landet, 60 km väster om huvudstaden Helsingfors. Öns största längd är 0,9 kilometer i öst-västlig riktning.